# Montreuil-en-Auge
Montreuil-en-Auge é uma comuna francesa na região administrativa da Normandia, no departamento Calvados. Estende-se por uma área de 3,5 km². Em 2010 a comuna tinha 61 habitantes (densidade: 17,4 hab./km²).